# Milka
Milka este un brand internațional de ciocolată, care își are originea în Elveția din 1825 și care este produs la nivel internațional de compania Mondelēz International (anterior cunoscută sub numele de Kraft Foods) din 1990. Pentru mai mult de 100 de ani Milka este produsă în Lörrach, Germania, cu 140.000 de tone de ciocolată vândute în 2012. Aceasta este vândută sub formă de batoane și în diferite forme reprezentative sărbătorilor de Paști și de Crăciun. Milka produce prăjituri și biscuiți acoperite cu ciocolată.

## Istorie
Pe 17 noiembrie 1825, ciocolatierul elvețian Philippe Suchard (1797-1884) a construit o patiserie în Neuchâtel, unde a vândut deserturi făcute manual, pe care le-a numit chocolat fin de sa fabrique. În anul următor Suchard a extins compania unde  și-a mutat producția în Serrières, unde producea 25-30 kg de ciocolată pe zi într-o fostă moară de apă pe care a închiriat-o. În 1890, laptele a fost adăugat în rețeta de ciocolată a lui Suchard. În anul 1901 marca Milka a fost înregistrată. „Milka” este un acronim pentru „Milch” (lapte) și „Kakao” (cacao).
În 1970, Suchard a fuzionat cu Tobler și a devenit Interfood. Interfood a fuzionat cu compania de cafea Jacobs în 1982, devenind Jacobs Suchard. Kraft Foods a achiziționat Jacobs Suchard, inclusiv Milka, în 1990. În octombrie 2012, Kraft a devenit Mondelēz International.

## Publicitate

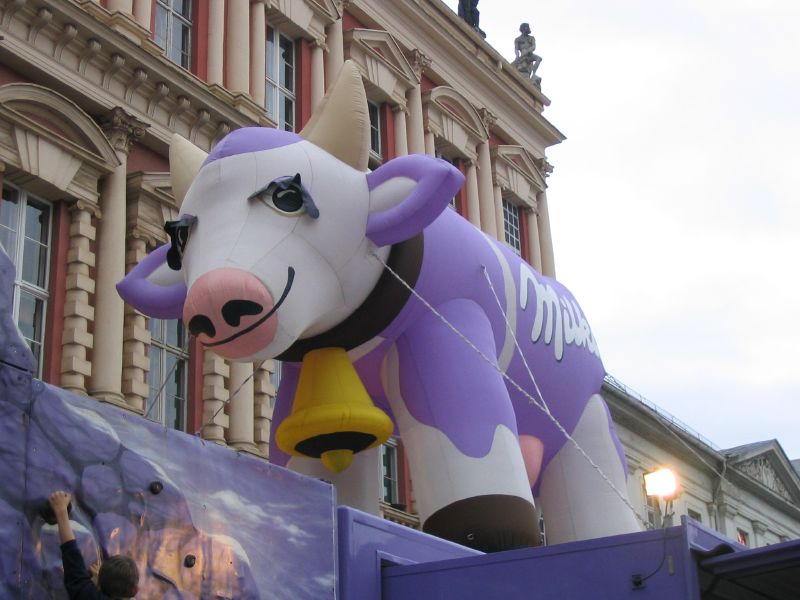
Vaca Milka în Potsdam

Marca simbol este o vacă mov cu un clopoțel la gât, de obicei, într-o luncă alpina. În timpul anilor 1990, Peter Steiner a apărut în reclamele Milka.

## Locații de producție

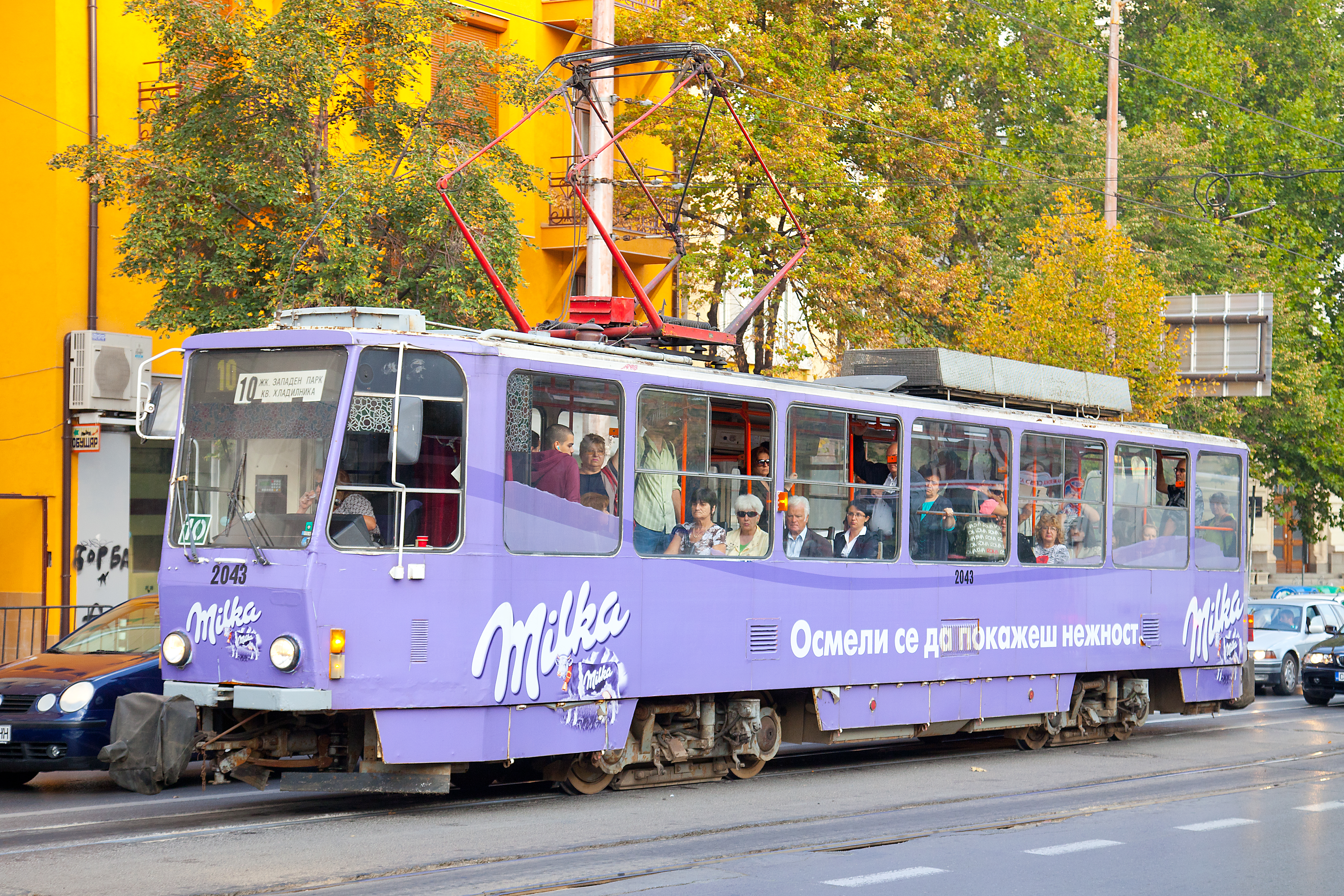
Publicitate pe un tramvai în Sofia

Ciocolata Milka este produsă într-o serie de locații, inclusiv Lörrach, Germania; Bludenz, Austria; Belgrad, Serbia; Svoge, Bulgaria; Bratislava, Slovacia; Costa Rica; Curitiba, Brazilia; Jankowice, Polonia; Trostianets, Ucraina, Belgia, Argentina, și Chicago.

## Sortimente
Milka este împachetată în mai multe feluri și are mai multe arome, în funcție de unde este achiziționată.

## Legături externe
Materiale media legate de Milka la Wikimedia Commons
- Site web oficial